# Ludwig Eisenlohr

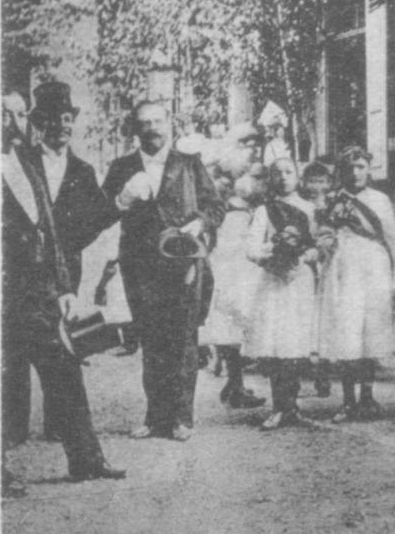
Zweiter von links: Ludwig Eisenlohr, 1889

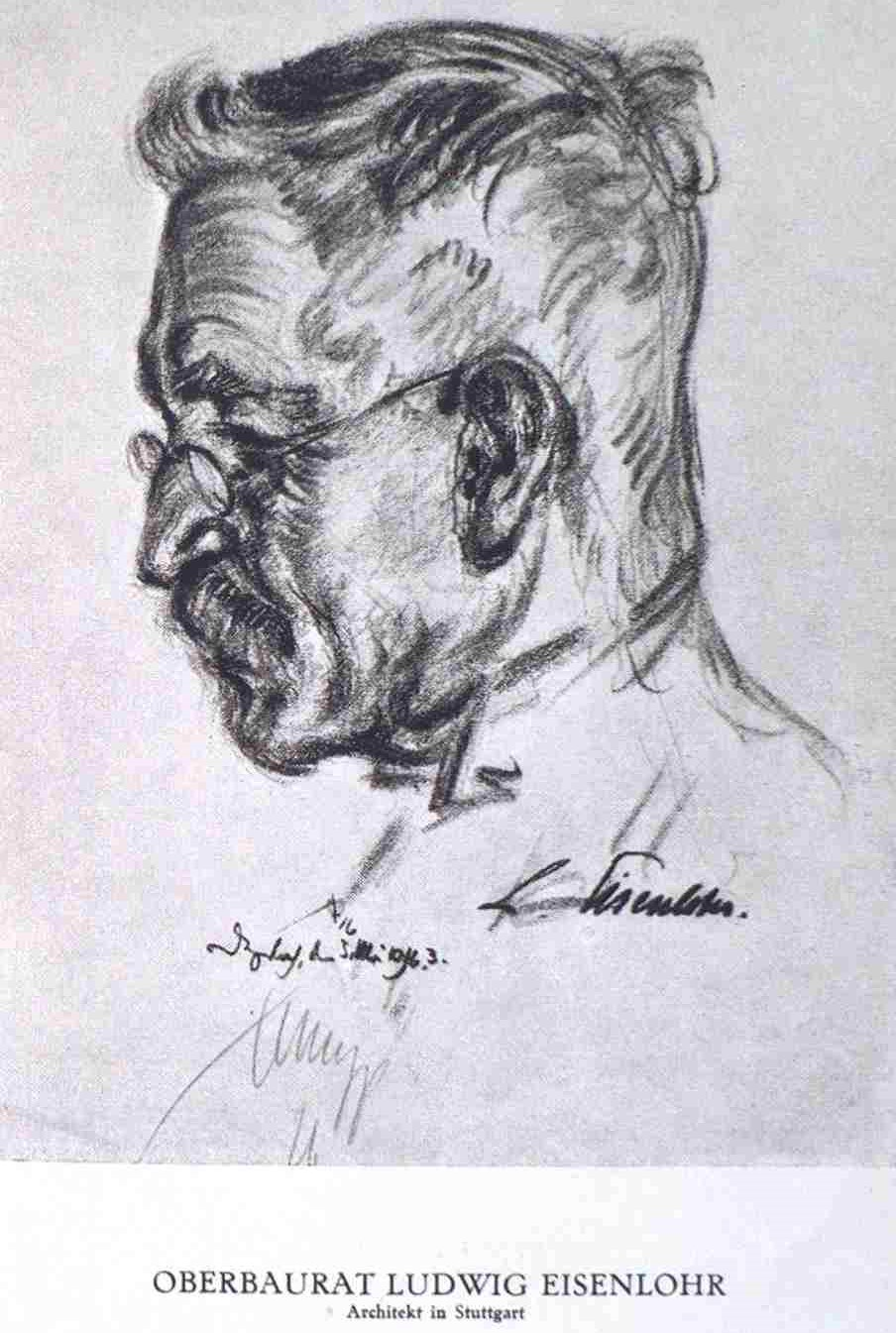
Emil Stumpp Ludwig Eisenlohr (1926)

Ludwig Eisenlohr senior (* 17. März 1851 in Nürtingen; † 11. Oktober 1931 in Stuttgart-Degerloch) war ein deutscher Architekt.

## Leben und Werk
Ludwig Eisenlohr war der Sohn des Lehrerseminarleiters Theodor Eisenlohr und dessen Ehefrau Auguste Henriette Eisenlohr geb. Feuerlein. Er studierte Architektur zunächst an der Technischen Hochschule (Berlin-)Charlottenburg und dann an der Technischen Hochschule Stuttgart. Dort war er Student bei Christian Friedrich von Leins und gehörte der Studentenverbindung „Akademische Gesellschaft Sonderbund“ an.
Eisenlohr war seit 1877 in und um Stuttgart tätig. Er stand anfangs in der Tradition des Historismus, machte sich aber um 1900 auf die Suche nach neuen architektonischen Möglichkeiten. Um die Jahrhundertwende galt er zusammen mit seinem Büropartner Carl Weigle, mit dem er auch die Architekturzeitschrift Architektonische Rundschau herausgab, als einer der renommiertesten Architekten Stuttgarts. Neben zahlreichen Wohnhäusern und Geschäftshäusern entwarf er auch die russisch-orthodoxe Kirche St. Nikolai, die 1895 eingeweiht wurde, die neoromanische evangelische Heilandskirche in Stuttgart-Berg, die Gruftkapelle der Freiherren von Gemmingen oberhalb von Burg Hornberg und das – heute nicht mehr in der geplanten Form erhaltene – Kaufhaus Breuninger am Stuttgarter Marktplatz. Auch die Erweiterung des Hotels Marquardt wurde von Eisenlohr geplant.
Überregional bekannt wurden seine Wettbewerbsentwürfe für das Reichstagsgebäude in Berlin, das Reichsgerichtsgebäude in Leipzig, das Schiller-Nationalmuseum in Marbach am Neckar und die Realschule in Heidenheim an der Brenz (1899, seit 1952 Hellenstein-Gymnasium). In der Fachpresse wurden verschiedene seiner Bauten veröffentlicht, so das Geschäftshaus der Württembergischen Metallwarenfabrik (WMF) in Berlin, die Papierfabrik Scheufelen in Oberlenningen und das Verbindungshaus des Corps Suevia in Tübingen.
Eisenlohrs Sohn Ludwig Eisenlohr junior und sein Schwiegersohn Oscar Pfennig führten das Architekturbüro fort. Viele seiner Bauten stehen heute unter Denkmalschutz.

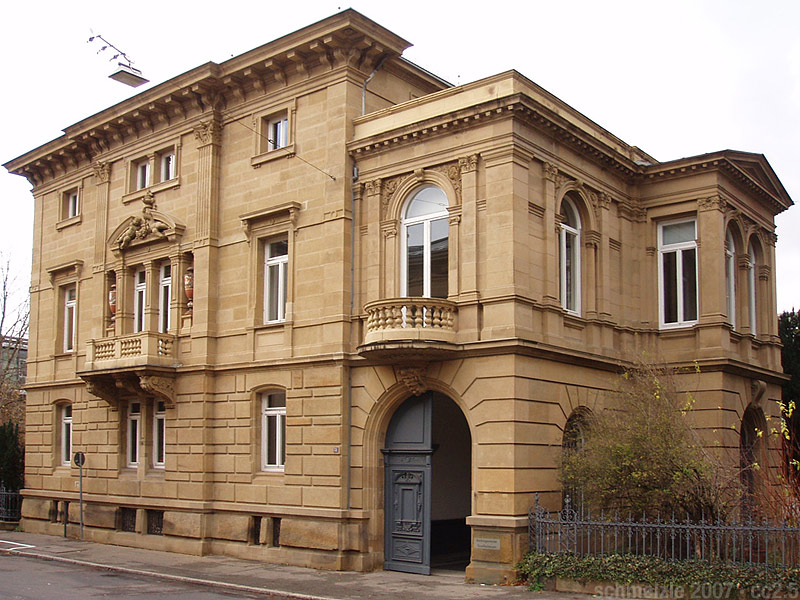
Villa Link in Heilbronn, erbaut 1881
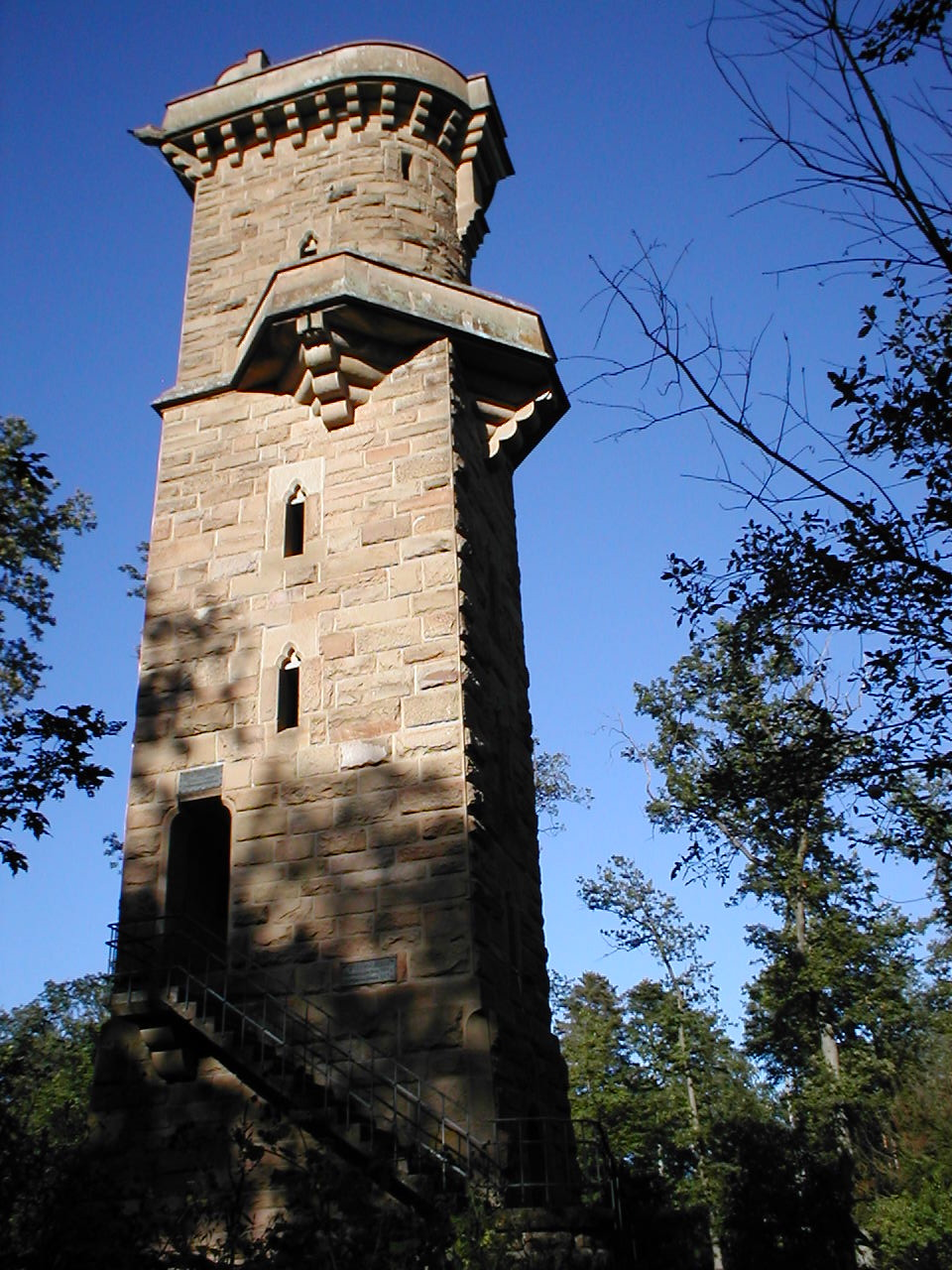
Schweinsbergturm in Heilbronn, erbaut 1886
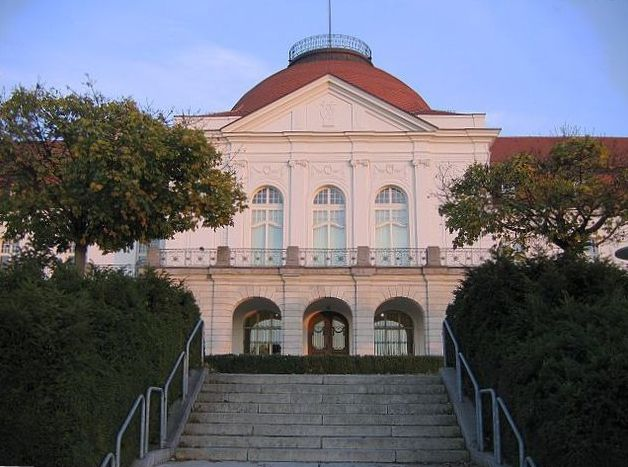
Schiller-Nationalmuseum in Marbach, erbaut 1903
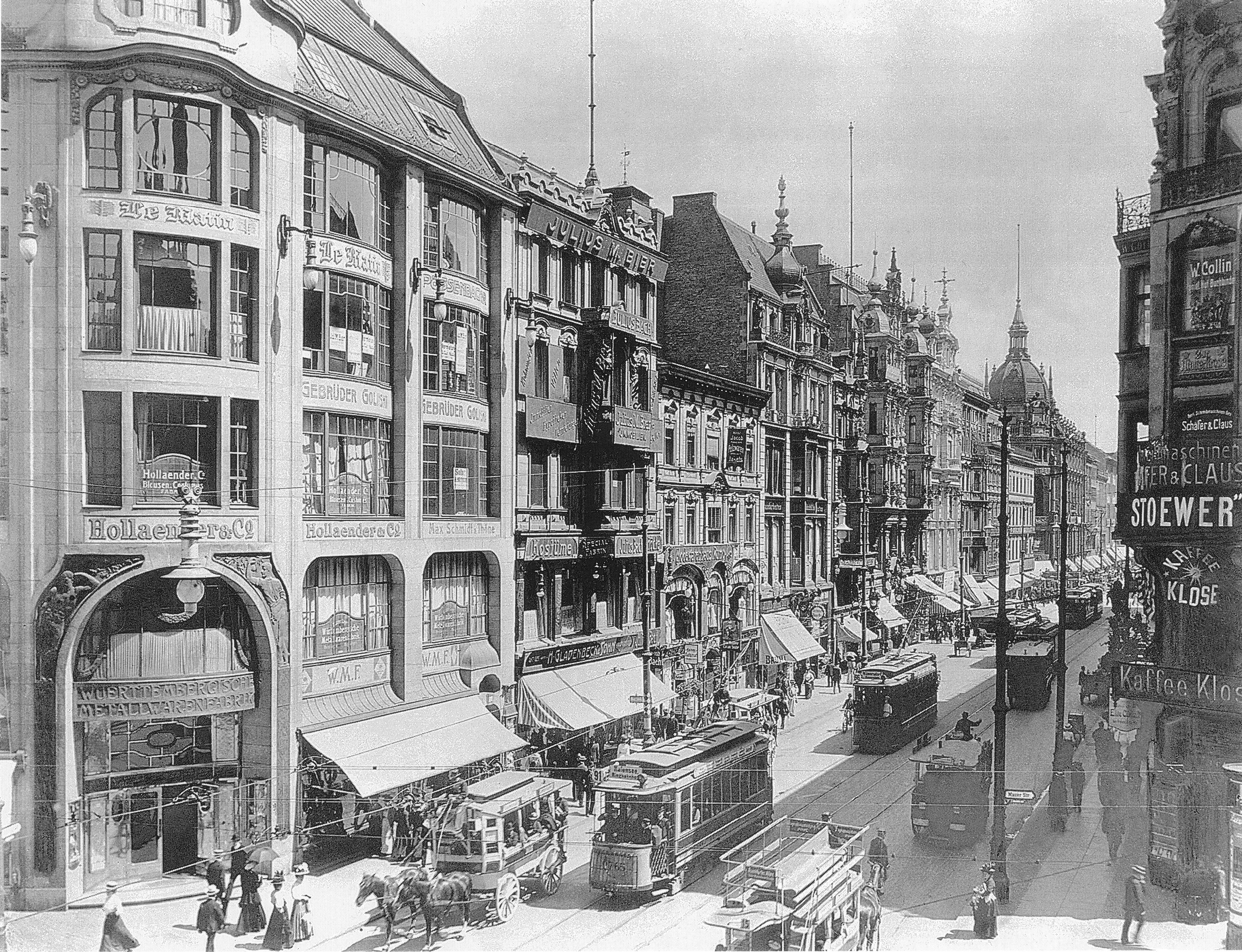
Geschäftshaus der WMF in Berlin, Leipziger Straße, erbaut 1905
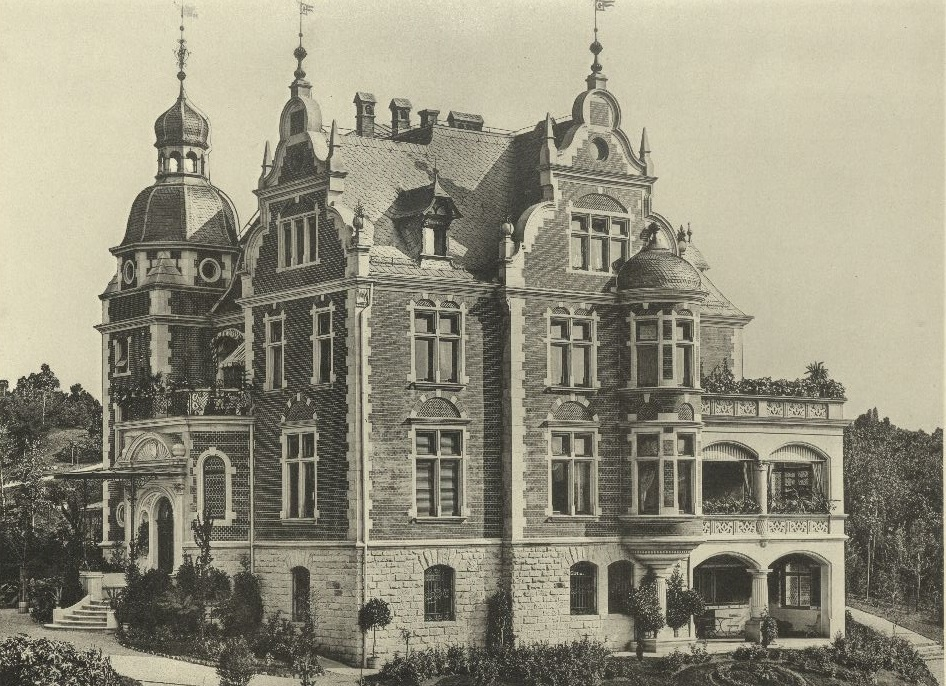
Villa Giesler in Stuttgart
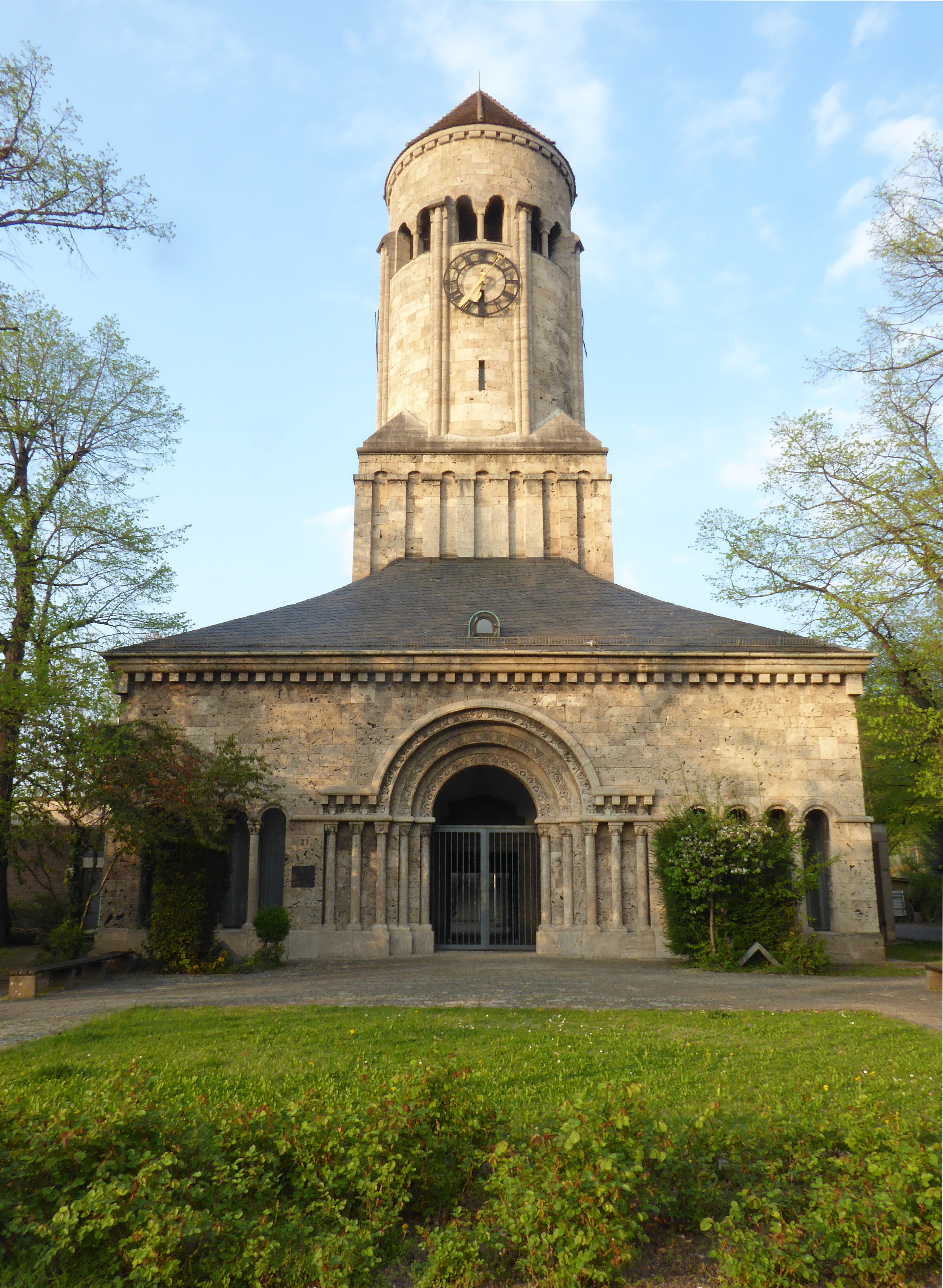
Evangelische Heilandskirche in Stuttgart-Berg, zusammen mit Oscar Pfennig

## Schriften
- Das neue Verwaltungsgebäude der württembergischen Sparkasse. In: Monatsschrift des Württembergischen Vereins für Baukunde in Stuttgart, Jahrgang 1901, Heft 2, S. 10–13. (Digitalisat)